# Zorobabel

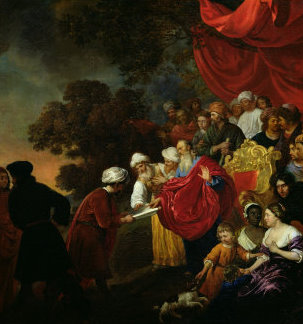
Zorobabel mostra un pla de Jerusalem a Cir II el Gran

Segons la Bíblia, Zorobabel (en hebreu זְרֻבָּבֶל בן-שְׁאַלְתִּיאֵל Zərubbāvel ben Shə’altî’ēl) va ser el cap del poble jueu que va retornar a Jerusalem després de la deportació a Babilònia per part de Nabucodonosor II.
En l'Evangeli de Mateu, Zorobabel és el fill de Salatiel i el pare d'Abihud. En canvi, el Primer de les Cròniques el fa fill de Pedaià, germà de Salatiel. Alguns estudiosos de la Bíblia opinen que la confusió prové d'un matrimoni levirat, tal com era costum en l'antiguitat, un home es casava amb la viuda el seu germà. Així, Pedaià es casaria amb la viuda del seu germà Salatiel i adoptaria Zorobabel com a fill seu.
Sigui com sigui, Zorobabel era net del rei de Judà Jeconies. El profeta Ageu va comunicar la paraula de Jahvè a Zorobabel, i li va dir que demanava la reconstrucció del seu Temple. Llavors Zorobabel va dirigir la tribu de Judà i la tribu de Benjamí durant el seu retorn a Judea, després de la deportació a Babilònia. Després d'instal·lar-se a Jerusalem va començar la direcció de les obres de reconstrucció del Temple de Jerusalem. El Llibre de Zacaries diu que va trobar l'erm on hi havia hagut el temple, el va desbrossar i va localitzar la primera pedra que li va servir per iniciar la reconstrucció.
Els descendents de Zorobabel serien:
- Meixul·lam
- Hananià, al seu torn pare de:
  - Pelatià
  - Jeixaià
  - Refaià
  - Arnan
  - Obadià
  - Xecanià, que va tenir:
    - Xemaià
    - Hatuix
    - Igal
    - Baríah
    - Nearià, pare de:
      - Elioenai, que va ser pare de:
        - Odaviahu
        - Eliaxib
        - Pelaià
        - Acub
        - Johanan
        - Delaià
        - Ananí

      - Ezequies
      - Azricam

    - Xafat
- Haixubà
- Óhel
- Berequià
- Hassadià
- Juixab-Hèssed
- Xelomit, l'única filla.
- Abihud, no esmentat a l'Antic Testament però sí a la Genealogia de Jesús de l'Evangeli de Mateu. Així, sembla que Abihud seria un descendent de Zorobabel més que no pas un fill seu.

Existeix un llibre apòcrif anomenat Apocalipsi de Zorobabel suposadament dictat per ell, però d'època medieval.